# 哈密境內烽燧遺址
哈密境內烽燧遺址（維吾爾語：قۇ مۇل تۇر خارابىلىر ى‎，拉丁维文：Kumul tur karabiliri）是中國新疆哈密市的古烽燧遺址，是中國全國重點文物保護單位。哈密市境内的烽燧遺址共51座，其中巴里坤縣29座，伊州區19座，伊吾縣3座。最早的烽燧建於唐代，現存哈密二堡的拉克蘇木烽燧、柳樹泉的下馬不拉克烽燧、巴里昆三塘湖烽燧、伊吾前山闊吐爾肖納烽燧四座唐代烽燧。現存的絕大部分烽燧是清代修築的，其中薩爾喬克烽隧和巴里坤湖濱烽隧保存較為完好。